# Eleccions a les Juntes Generals del País Basc de 1991
Les eleccions a les Juntes Generals del País Basc de 1991 es van celebrar el 26 de maig de 1991, escollint als membres de les Juntes Generals d'Àlaba, de Guipúscoa i de Biscaia.
Al llarg de la mateixa jornada, es van celebrar també eleccions a la majoria dels Parlaments Autonòmics d'Espanya (amb excepció dels parlaments d'Euskadi, Galícia, Catalunya i Andalusia); als Cabildos Insulars canaris; als Consells Insulars de Balears; al Consell General d'Aran; i als concejos de Navarra; així com les eleccions municipals.

## Candidats
En la següent taula es mostren els candidats a les Juntes Generals del País Basc, per part de les formacions polítiques que comptaven amb representació abans de les eleccions:
| Lurralde i Diputat General en l'anterior legislatura | Candidats | Observacions                                                                                         |
| ---------------------------------------------------- | --- | --- |
| Àlaba Fernando Buesa Blanco (PSE)                    | - EAJ-PNV: Alberto Ansola - UA: - PSE: - HB: - PP: - EA: - IU-EB: - EE:                                                                                           | - El Partido Popular es presenta per primer cop, després de la refundació d'Alianza Popular el 1989. |
| Guipúscoa Imanol Murua Arregi (EA)                   | - HB: José Luis Elkoro - EA: Imanol Murua Arregi - EAJ-PNV: Eli Galdós Zubia - PSE: Guillermo Echenique González - EE: - PP: José Eugenio Azpiroz - IU-EB: - CDS: | - El Partido Popular es presenta per primer cop, després de la refundació d'Alianza Popular el 1989. |
| Biscaia José Alberto Pradera (EAJ-PNV)               | - EAJ-PNV: José Alberto Pradera - PSE: - HB: - PP: - EA: - EE: - IU-EB:                                                                                           | - El Partido Popular es presenta per primer cop, després de la refundació d'Alianza Popular el 1989. |

## Resultats electorals
Per optar al repartiment d'escons en una circumscripció, la candidatura ha d'obtenir almenys el 3% dels vots vàlids emesos en aquesta circumscripció.
El Diputat General és elegit pels membres de les Juntes Generals un cop constituïdes (entre l'1 i el 25 de juny).
| ← Eleccions a les Juntes Generals del País Basc de 1991 →                                            | |         |         |        |        |         |
| Lurralde                                                                                             | Diputat general i govern | Partit  | Vots    | %      | Escons | +/-     |
| Àlaba 51 procuradors - Aiara: 6 - Vitoria/Gazteiz: 39 - Zuia, Agurain, Añana, Kampezu i Laguardia: 6 | - Diputat general: Alberto Ansola (EAJ-PNV) - Govern: EAJ-PNV (en minoria) - Cens: 213.687 - Abstenció: 90.361 (42,29%) - Nuls: 1.270 (1,03%) - En blanc: 1.224 (0,99%)        | EAJ-PNV | 31.535  | 26,1%  | 14     | 4       |
| Àlaba 51 procuradors - Aiara: 6 - Vitoria/Gazteiz: 39 - Zuia, Agurain, Añana, Kampezu i Laguardia: 6 | - Diputat general: Alberto Ansola (EAJ-PNV) - Govern: EAJ-PNV (en minoria) - Cens: 213.687 - Abstenció: 90.361 (42,29%) - Nuls: 1.270 (1,03%) - En blanc: 1.224 (0,99%)        | UA      | 22.342  | 18,49% | 11     | 11      |
| Àlaba 51 procuradors - Aiara: 6 - Vitoria/Gazteiz: 39 - Zuia, Agurain, Añana, Kampezu i Laguardia: 6 | - Diputat general: Alberto Ansola (EAJ-PNV) - Govern: EAJ-PNV (en minoria) - Cens: 213.687 - Abstenció: 90.361 (42,29%) - Nuls: 1.270 (1,03%) - En blanc: 1.224 (0,99%)        | PSE     | 22.080  | 18,27% | 11     | =       |
| Àlaba 51 procuradors - Aiara: 6 - Vitoria/Gazteiz: 39 - Zuia, Agurain, Añana, Kampezu i Laguardia: 6 | - Diputat general: Alberto Ansola (EAJ-PNV) - Govern: EAJ-PNV (en minoria) - Cens: 213.687 - Abstenció: 90.361 (42,29%) - Nuls: 1.270 (1,03%) - En blanc: 1.224 (0,99%)        | HB      | 13.872  | 11,48% | 7      | 1       |
| Àlaba 51 procuradors - Aiara: 6 - Vitoria/Gazteiz: 39 - Zuia, Agurain, Añana, Kampezu i Laguardia: 6 | - Diputat general: Alberto Ansola (EAJ-PNV) - Govern: EAJ-PNV (en minoria) - Cens: 213.687 - Abstenció: 90.361 (42,29%) - Nuls: 1.270 (1,03%) - En blanc: 1.224 (0,99%)        | PP      | 10.725  | 8,88%  | 3      | 1a      |
| Àlaba 51 procuradors - Aiara: 6 - Vitoria/Gazteiz: 39 - Zuia, Agurain, Añana, Kampezu i Laguardia: 6 | - Diputat general: Alberto Ansola (EAJ-PNV) - Govern: EAJ-PNV (en minoria) - Cens: 213.687 - Abstenció: 90.361 (42,29%) - Nuls: 1.270 (1,03%) - En blanc: 1.224 (0,99%)        | EA      | 10.570  | 8,75%  | 3      | 9       |
| Àlaba 51 procuradors - Aiara: 6 - Vitoria/Gazteiz: 39 - Zuia, Agurain, Añana, Kampezu i Laguardia: 6 | - Diputat general: Alberto Ansola (EAJ-PNV) - Govern: EAJ-PNV (en minoria) - Cens: 213.687 - Abstenció: 90.361 (42,29%) - Nuls: 1.270 (1,03%) - En blanc: 1.224 (0,99%)        | EE      | 5.497   | 4,55%  | 2      | 1       |
| Àlaba 51 procuradors - Aiara: 6 - Vitoria/Gazteiz: 39 - Zuia, Agurain, Añana, Kampezu i Laguardia: 6 | - Diputat general: Alberto Ansola (EAJ-PNV) - Govern: EAJ-PNV (en minoria) - Cens: 213.687 - Abstenció: 90.361 (42,29%) - Nuls: 1.270 (1,03%) - En blanc: 1.224 (0,99%)        | CDS     | 1.685   | 1,39%  | 0      | 3       |
| Àlaba 51 procuradors - Aiara: 6 - Vitoria/Gazteiz: 39 - Zuia, Agurain, Añana, Kampezu i Laguardia: 6 | - Diputat general: Alberto Ansola (EAJ-PNV) - Govern: EAJ-PNV (en minoria) - Cens: 213.687 - Abstenció: 90.361 (42,29%) - Nuls: 1.270 (1,03%) - En blanc: 1.224 (0,99%)        | IU-EB   | 1.329   | 1,1%   | 0      | =       |
| Guipúscoa 51 junteros - Bidasoa-Oiartzun: 11 - Deba-Urola: 14 - Donostialdea: 17 - Oria: 9           | - Diputat general: Eli Galdós (EAJ-PNV) - Govern: EAJ-PNV (en minoria) - Cens: 546.591 - Abstenció: 212.971 (38,96%) - Nuls: 2.381 (0,71%) - En blanc: 2.929 (0,88%)           | HB      | 75.666  | 23,05% | 12     | 2       |
| Guipúscoa 51 junteros - Bidasoa-Oiartzun: 11 - Deba-Urola: 14 - Donostialdea: 17 - Oria: 9           | - Diputat general: Eli Galdós (EAJ-PNV) - Govern: EAJ-PNV (en minoria) - Cens: 546.591 - Abstenció: 212.971 (38,96%) - Nuls: 2.381 (0,71%) - En blanc: 2.929 (0,88%)           | EA      | 69.846  | 21,27% | 12     | 4       |
| Guipúscoa 51 junteros - Bidasoa-Oiartzun: 11 - Deba-Urola: 14 - Donostialdea: 17 - Oria: 9           | - Diputat general: Eli Galdós (EAJ-PNV) - Govern: EAJ-PNV (en minoria) - Cens: 546.591 - Abstenció: 212.971 (38,96%) - Nuls: 2.381 (0,71%) - En blanc: 2.929 (0,88%)           | EAJ-PNV | 68.735  | 20,94% | 12     | 6       |
| Guipúscoa 51 junteros - Bidasoa-Oiartzun: 11 - Deba-Urola: 14 - Donostialdea: 17 - Oria: 9           | - Diputat general: Eli Galdós (EAJ-PNV) - Govern: EAJ-PNV (en minoria) - Cens: 546.591 - Abstenció: 212.971 (38,96%) - Nuls: 2.381 (0,71%) - En blanc: 2.929 (0,88%)           | PSE     | 60.231  | 18,35% | 9      | =       |
| Guipúscoa 51 junteros - Bidasoa-Oiartzun: 11 - Deba-Urola: 14 - Donostialdea: 17 - Oria: 9           | - Diputat general: Eli Galdós (EAJ-PNV) - Govern: EAJ-PNV (en minoria) - Cens: 546.591 - Abstenció: 212.971 (38,96%) - Nuls: 2.381 (0,71%) - En blanc: 2.929 (0,88%)           | EE      | 27.210  | 8,29%  | 4      | 1       |
| Guipúscoa 51 junteros - Bidasoa-Oiartzun: 11 - Deba-Urola: 14 - Donostialdea: 17 - Oria: 9           | - Diputat general: Eli Galdós (EAJ-PNV) - Govern: EAJ-PNV (en minoria) - Cens: 546.591 - Abstenció: 212.971 (38,96%) - Nuls: 2.381 (0,71%) - En blanc: 2.929 (0,88%)           | PP      | 21.600  | 6,58%  | 2      | 1a      |
| Guipúscoa 51 junteros - Bidasoa-Oiartzun: 11 - Deba-Urola: 14 - Donostialdea: 17 - Oria: 9           | - Diputat general: Eli Galdós (EAJ-PNV) - Govern: EAJ-PNV (en minoria) - Cens: 546.591 - Abstenció: 212.971 (38,96%) - Nuls: 2.381 (0,71%) - En blanc: 2.929 (0,88%)           | IU-EB   | 3.474   | 1,06%  | 0      | =       |
| Guipúscoa 51 junteros - Bidasoa-Oiartzun: 11 - Deba-Urola: 14 - Donostialdea: 17 - Oria: 9           | - Diputat general: Eli Galdós (EAJ-PNV) - Govern: EAJ-PNV (en minoria) - Cens: 546.591 - Abstenció: 212.971 (38,96%) - Nuls: 2.381 (0,71%) - En blanc: 2.929 (0,88%)           | CDS     | 993     | 0,3%   | 0      | =       |
| Biscaia 51 apoderats - Bilbao: 16 - Busturia-Uribe: 12 - Durango-Arratia: 9 - Encartaciones: 14      | - Diputat general: José Alberto Pradera (EAJ-PNV) - Govern: EAJ-PNV (en minoria) - Cens: 937.121 - Abstenció: 392.340 (41,87%) - Nuls: 4.756 (0,87%) - En blanc: 5.262 (0,97%) | EAJ-PNV | 193.413 | 36,17% | 21     | 5       |
| Biscaia 51 apoderats - Bilbao: 16 - Busturia-Uribe: 12 - Durango-Arratia: 9 - Encartaciones: 14      | - Diputat general: José Alberto Pradera (EAJ-PNV) - Govern: EAJ-PNV (en minoria) - Cens: 937.121 - Abstenció: 392.340 (41,87%) - Nuls: 4.756 (0,87%) - En blanc: 5.262 (0,97%) | PSE     | 113.380 | 21,2%  | 12     | =a      |
| Biscaia 51 apoderats - Bilbao: 16 - Busturia-Uribe: 12 - Durango-Arratia: 9 - Encartaciones: 14      | - Diputat general: José Alberto Pradera (EAJ-PNV) - Govern: EAJ-PNV (en minoria) - Cens: 937.121 - Abstenció: 392.340 (41,87%) - Nuls: 4.756 (0,87%) - En blanc: 5.262 (0,97%) | HB      | 83.306  | 15,58% | 8      | 2       |
| Biscaia 51 apoderats - Bilbao: 16 - Busturia-Uribe: 12 - Durango-Arratia: 9 - Encartaciones: 14      | - Diputat general: José Alberto Pradera (EAJ-PNV) - Govern: EAJ-PNV (en minoria) - Cens: 937.121 - Abstenció: 392.340 (41,87%) - Nuls: 4.756 (0,87%) - En blanc: 5.262 (0,97%) | PP      | 47.552  | 8,89%  | 4      | 3       |
| Biscaia 51 apoderats - Bilbao: 16 - Busturia-Uribe: 12 - Durango-Arratia: 9 - Encartaciones: 14      | - Diputat general: José Alberto Pradera (EAJ-PNV) - Govern: EAJ-PNV (en minoria) - Cens: 937.121 - Abstenció: 392.340 (41,87%) - Nuls: 4.756 (0,87%) - En blanc: 5.262 (0,97%) | EA      | 42.918  | 8,03%  | 4      | 3       |
| Biscaia 51 apoderats - Bilbao: 16 - Busturia-Uribe: 12 - Durango-Arratia: 9 - Encartaciones: 14      | - Diputat general: José Alberto Pradera (EAJ-PNV) - Govern: EAJ-PNV (en minoria) - Cens: 937.121 - Abstenció: 392.340 (41,87%) - Nuls: 4.756 (0,87%) - En blanc: 5.262 (0,97%) | EE      | 35.432  | 6,63%  | 2      | 2       |
| Biscaia 51 apoderats - Bilbao: 16 - Busturia-Uribe: 12 - Durango-Arratia: 9 - Encartaciones: 14      | - Diputat general: José Alberto Pradera (EAJ-PNV) - Govern: EAJ-PNV (en minoria) - Cens: 937.121 - Abstenció: 392.340 (41,87%) - Nuls: 4.756 (0,87%) - En blanc: 5.262 (0,97%) | IU-EB   | 13.061  | 2,44%  | 0      | Augment |
| Biscaia 51 apoderats - Bilbao: 16 - Busturia-Uribe: 12 - Durango-Arratia: 9 - Encartaciones: 14      | - Diputat general: José Alberto Pradera (EAJ-PNV) - Govern: EAJ-PNV (en minoria) - Cens: 937.121 - Abstenció: 392.340 (41,87%) - Nuls: 4.756 (0,87%) - En blanc: 5.262 (0,97%) | CDS     | 2.547   | 0,48%  | 0      | 1       |

a Respecte als resultats que va obtenir Alianza Popular el 1987.

## Resultats electorals per circumscripcions

### Àlaba
| ← Eleccions a les Juntes Generals d'Àlaba de 1991 →     | |         |        |        |             |     |
| Quadrilla                                               | Cens | Partit  | Vots   | %      | Procuradors | +/- |
| Aiara 6 procuradors (-1)b                               | - Cens: 26.917 - Votants: 18.558 (68,95%) - Abstenció: 8.359 (31,05%) - Nuls: 226 (1,22%) - Vàlids: 18.332 - Blancs: 154 (0,83%) - A candidatures: 18.178   | EAJ-PNV | 5.625  | 30,94% | 2           | =   |
| Aiara 6 procuradors (-1)b                               | - Cens: 26.917 - Votants: 18.558 (68,95%) - Abstenció: 8.359 (31,05%) - Nuls: 226 (1,22%) - Vàlids: 18.332 - Blancs: 154 (0,83%) - A candidatures: 18.178   | HB      | 3.765  | 20,71% | 2           | =   |
| Aiara 6 procuradors (-1)b                               | - Cens: 26.917 - Votants: 18.558 (68,95%) - Abstenció: 8.359 (31,05%) - Nuls: 226 (1,22%) - Vàlids: 18.332 - Blancs: 154 (0,83%) - A candidatures: 18.178   | EA      | 3.090  | 17%    | 1           | =   |
| Aiara 6 procuradors (-1)b                               | - Cens: 26.917 - Votants: 18.558 (68,95%) - Abstenció: 8.359 (31,05%) - Nuls: 226 (1,22%) - Vàlids: 18.332 - Blancs: 154 (0,83%) - A candidatures: 18.178   | PSE     | 2.540  | 13,97% | 1           | =   |
| Aiara 6 procuradors (-1)b                               | - Cens: 26.917 - Votants: 18.558 (68,95%) - Abstenció: 8.359 (31,05%) - Nuls: 226 (1,22%) - Vàlids: 18.332 - Blancs: 154 (0,83%) - A candidatures: 18.178   | PP      | 1.586  | 8,72%  | 0           | 1a  |
| Aiara 6 procuradors (-1)b                               | - Cens: 26.917 - Votants: 18.558 (68,95%) - Abstenció: 8.359 (31,05%) - Nuls: 226 (1,22%) - Vàlids: 18.332 - Blancs: 154 (0,83%) - A candidatures: 18.178   | EE      | 985    | 5,42%  | 0           | =   |
| Aiara 6 procuradors (-1)b                               | - Cens: 26.917 - Votants: 18.558 (68,95%) - Abstenció: 8.359 (31,05%) - Nuls: 226 (1,22%) - Vàlids: 18.332 - Blancs: 154 (0,83%) - A candidatures: 18.178   | UA      | 587    | 3,23%  | 0           | =   |
| Vitoria-Gasteiz 39 procuradors (+1)c                    | - Cens: 159.357 - Votants: 85.698 (53,78%) - Abstenció: 73.659 (46,22%) - Nuls: 783 (0,91%) - Vàlids: 84.915 - Blancs: 875 (1,02%) - A candidatures: 84.040 | UA      | 19.271 | 22,93% | 10          | 10  |
| Vitoria-Gasteiz 39 procuradors (+1)c                    | - Cens: 159.357 - Votants: 85.698 (53,78%) - Abstenció: 73.659 (46,22%) - Nuls: 783 (0,91%) - Vàlids: 84.915 - Blancs: 875 (1,02%) - A candidatures: 84.040 | EAJ-PNV | 19.037 | 22,65% | 9           | 4   |
| Vitoria-Gasteiz 39 procuradors (+1)c                    | - Cens: 159.357 - Votants: 85.698 (53,78%) - Abstenció: 73.659 (46,22%) - Nuls: 783 (0,91%) - Vàlids: 84.915 - Blancs: 875 (1,02%) - A candidatures: 84.040 | PSE     | 17.260 | 20,54% | 9           | =   |
| Vitoria-Gasteiz 39 procuradors (+1)c                    | - Cens: 159.357 - Votants: 85.698 (53,78%) - Abstenció: 73.659 (46,22%) - Nuls: 783 (0,91%) - Vàlids: 84.915 - Blancs: 875 (1,02%) - A candidatures: 84.040 | HB      | 7.890  | 9,39%  | 4           | 1   |
| Vitoria-Gasteiz 39 procuradors (+1)c                    | - Cens: 159.357 - Votants: 85.698 (53,78%) - Abstenció: 73.659 (46,22%) - Nuls: 783 (0,91%) - Vàlids: 84.915 - Blancs: 875 (1,02%) - A candidatures: 84.040 | PP      | 7.119  | 8,47%  | 3           | =a  |
| Vitoria-Gasteiz 39 procuradors (+1)c                    | - Cens: 159.357 - Votants: 85.698 (53,78%) - Abstenció: 73.659 (46,22%) - Nuls: 783 (0,91%) - Vàlids: 84.915 - Blancs: 875 (1,02%) - A candidatures: 84.040 | EA      | 5.430  | 6,46%  | 2           | 8   |
| Vitoria-Gasteiz 39 procuradors (+1)c                    | - Cens: 159.357 - Votants: 85.698 (53,78%) - Abstenció: 73.659 (46,22%) - Nuls: 783 (0,91%) - Vàlids: 84.915 - Blancs: 875 (1,02%) - A candidatures: 84.040 | EE      | 3.948  | 4,7%   | 2           | 1   |
| Vitoria-Gasteiz 39 procuradors (+1)c                    | - Cens: 159.357 - Votants: 85.698 (53,78%) - Abstenció: 73.659 (46,22%) - Nuls: 783 (0,91%) - Vàlids: 84.915 - Blancs: 875 (1,02%) - A candidatures: 84.040 | CDS     | 1.685  | 2%     | 0           | 3   |
| Vitoria-Gasteiz 39 procuradors (+1)c                    | - Cens: 159.357 - Votants: 85.698 (53,78%) - Abstenció: 73.659 (46,22%) - Nuls: 783 (0,91%) - Vàlids: 84.915 - Blancs: 875 (1,02%) - A candidatures: 84.040 | IU-EB   | 1.203  | 1,43%  | 0           | =   |
| Zuia, Agurain, Añana, Kampezu i Laguardia 6 procuradors | - Cens: 27.413 - Votants: 19.070 (69,57%) - Abstenció: 8.343 (30,43%) - Nuls: 261 (1,37%) - Vàlids: 18.809 - Blancs: 195 (1,02%) - A candidatures: 18.614   | EAJ-PNV | 6.873  | 36,92% | 3           | =   |
| Zuia, Agurain, Añana, Kampezu i Laguardia 6 procuradors | - Cens: 27.413 - Votants: 19.070 (69,57%) - Abstenció: 8.343 (30,43%) - Nuls: 261 (1,37%) - Vàlids: 18.809 - Blancs: 195 (1,02%) - A candidatures: 18.614   | UA      | 2.484  | 13,34% | 1           | 1   |
| Zuia, Agurain, Añana, Kampezu i Laguardia 6 procuradors | - Cens: 27.413 - Votants: 19.070 (69,57%) - Abstenció: 8.343 (30,43%) - Nuls: 261 (1,37%) - Vàlids: 18.809 - Blancs: 195 (1,02%) - A candidatures: 18.614   | PSE     | 2.280  | 12,25% | 1           | =   |
| Zuia, Agurain, Añana, Kampezu i Laguardia 6 procuradors | - Cens: 27.413 - Votants: 19.070 (69,57%) - Abstenció: 8.343 (30,43%) - Nuls: 261 (1,37%) - Vàlids: 18.809 - Blancs: 195 (1,02%) - A candidatures: 18.614   | HB      | 2.217  | 11,91% | 1           | =   |
| Zuia, Agurain, Añana, Kampezu i Laguardia 6 procuradors | - Cens: 27.413 - Votants: 19.070 (69,57%) - Abstenció: 8.343 (30,43%) - Nuls: 261 (1,37%) - Vàlids: 18.809 - Blancs: 195 (1,02%) - A candidatures: 18.614   | EA      | 2.050  | 11,01% | 0           | 1   |
| Zuia, Agurain, Añana, Kampezu i Laguardia 6 procuradors | - Cens: 27.413 - Votants: 19.070 (69,57%) - Abstenció: 8.343 (30,43%) - Nuls: 261 (1,37%) - Vàlids: 18.809 - Blancs: 195 (1,02%) - A candidatures: 18.614   | PP      | 2.020  | 10,85% | 0           | =a  |
| Zuia, Agurain, Añana, Kampezu i Laguardia 6 procuradors | - Cens: 27.413 - Votants: 19.070 (69,57%) - Abstenció: 8.343 (30,43%) - Nuls: 261 (1,37%) - Vàlids: 18.809 - Blancs: 195 (1,02%) - A candidatures: 18.614   | EE      | 564    | 3,03%  | 0           | =   |
| Zuia, Agurain, Añana, Kampezu i Laguardia 6 procuradors | - Cens: 27.413 - Votants: 19.070 (69,57%) - Abstenció: 8.343 (30,43%) - Nuls: 261 (1,37%) - Vàlids: 18.809 - Blancs: 195 (1,02%) - A candidatures: 18.614   | IU-EB   | 126    | 0,68%  | 0           | =   |

a Respecte dels resultats obtinguts per Alianza Popular en 1987.

b Un procurador menys respecte de 1987.

c Un procurador més respecto de 1987.

### Guipúscoa
| ← Eleccions a les Juntes Generals de Guipúscoa de 1991 → | |         |        |        |          |     |
| Comarques                                                | Cens | Partit  | Vots   | %      | Junteros | +/- |
| Bidasoa-Oiartzun 11 junteros                             | - Cens: 112.671 - Votants: 62.982 (55,9%) - Abstenció: 49.689 (44,1%) - Nuls: 547 (0,87%) - Vàlids: 62.435 - Blancs: 589 (0,94%) - A candidatures: 61.846   | PSE     | 16.438 | 26,58% | 3        | =   |
| Bidasoa-Oiartzun 11 junteros                             | - Cens: 112.671 - Votants: 62.982 (55,9%) - Abstenció: 49.689 (44,1%) - Nuls: 547 (0,87%) - Vàlids: 62.435 - Blancs: 589 (0,94%) - A candidatures: 61.846   | HB      | 14.924 | 24,13% | 3        | =   |
| Bidasoa-Oiartzun 11 junteros                             | - Cens: 112.671 - Votants: 62.982 (55,9%) - Abstenció: 49.689 (44,1%) - Nuls: 547 (0,87%) - Vàlids: 62.435 - Blancs: 589 (0,94%) - A candidatures: 61.846   | EA      | 9.753  | 15,77% | 2        | 1   |
| Bidasoa-Oiartzun 11 junteros                             | - Cens: 112.671 - Votants: 62.982 (55,9%) - Abstenció: 49.689 (44,1%) - Nuls: 547 (0,87%) - Vàlids: 62.435 - Blancs: 589 (0,94%) - A candidatures: 61.846   | EAJ-PNV | 9.727  | 15,73% | 2        | 1   |
| Bidasoa-Oiartzun 11 junteros                             | - Cens: 112.671 - Votants: 62.982 (55,9%) - Abstenció: 49.689 (44,1%) - Nuls: 547 (0,87%) - Vàlids: 62.435 - Blancs: 589 (0,94%) - A candidatures: 61.846   | EE      | 5.485  | 8,87%  | 1        | =   |
| Bidasoa-Oiartzun 11 junteros                             | - Cens: 112.671 - Votants: 62.982 (55,9%) - Abstenció: 49.689 (44,1%) - Nuls: 547 (0,87%) - Vàlids: 62.435 - Blancs: 589 (0,94%) - A candidatures: 61.846   | PP      | 3.891  | 6,29%  | 0        | =a  |
| Bidasoa-Oiartzun 11 junteros                             | - Cens: 112.671 - Votants: 62.982 (55,9%) - Abstenció: 49.689 (44,1%) - Nuls: 547 (0,87%) - Vàlids: 62.435 - Blancs: 589 (0,94%) - A candidatures: 61.846   | EB-B    | 1.033  | 1,67%  | 0        | =   |
| Bidasoa-Oiartzun 11 junteros                             | - Cens: 112.671 - Votants: 62.982 (55,9%) - Abstenció: 49.689 (44,1%) - Nuls: 547 (0,87%) - Vàlids: 62.435 - Blancs: 589 (0,94%) - A candidatures: 61.846   | CDS     | 595    | 0,96%  | 0        | =   |
| Deba-Urola 14 junteros                                   | - Cens: 150.607 - Votants: 98.791 (65,6%) - Abstenció: 51.816 (34,4%) - Nuls: 632 (0,64%) - Vàlids: 98.159 - Blancs: 736 (0,75%) - A candidatures: 97.425   | EAJ-PNV | 29.998 | 30,79% | 5        | 2   |
| Deba-Urola 14 junteros                                   | - Cens: 150.607 - Votants: 98.791 (65,6%) - Abstenció: 51.816 (34,4%) - Nuls: 632 (0,64%) - Vàlids: 98.159 - Blancs: 736 (0,75%) - A candidatures: 97.425   | HB      | 22.482 | 23,08% | 3        | 1   |
| Deba-Urola 14 junteros                                   | - Cens: 150.607 - Votants: 98.791 (65,6%) - Abstenció: 51.816 (34,4%) - Nuls: 632 (0,64%) - Vàlids: 98.159 - Blancs: 736 (0,75%) - A candidatures: 97.425   | EA      | 20.201 | 20,73% | 3        | 1   |
| Deba-Urola 14 junteros                                   | - Cens: 150.607 - Votants: 98.791 (65,6%) - Abstenció: 51.816 (34,4%) - Nuls: 632 (0,64%) - Vàlids: 98.159 - Blancs: 736 (0,75%) - A candidatures: 97.425   | PSE     | 14.645 | 15,03% | 2        | =a  |
| Deba-Urola 14 junteros                                   | - Cens: 150.607 - Votants: 98.791 (65,6%) - Abstenció: 51.816 (34,4%) - Nuls: 632 (0,64%) - Vàlids: 98.159 - Blancs: 736 (0,75%) - A candidatures: 97.425   | EE      | 5.824  | 5,98%  | 1        | =   |
| Deba-Urola 14 junteros                                   | - Cens: 150.607 - Votants: 98.791 (65,6%) - Abstenció: 51.816 (34,4%) - Nuls: 632 (0,64%) - Vàlids: 98.159 - Blancs: 736 (0,75%) - A candidatures: 97.425   | PP      | 3.258  | 3,34%  | 0        | =   |
| Deba-Urola 14 junteros                                   | - Cens: 150.607 - Votants: 98.791 (65,6%) - Abstenció: 51.816 (34,4%) - Nuls: 632 (0,64%) - Vàlids: 98.159 - Blancs: 736 (0,75%) - A candidatures: 97.425   | IU-EB   | 1.017  | 1,04%  | 0        | =   |
| Donostialdea 17 junteros (+1)b                           | - Cens: 181.705 - Votants: 104.489 (57,5%) - Abstenció: 77.216 (42,5%) - Nuls: 676 (0,65%) - Vàlids: 103.813 - Blancs: 1.040 (1%) - A candidatures: 102.773 | EA      | 22.393 | 21,79% | 4        | 1a  |
| Donostialdea 17 junteros (+1)b                           | - Cens: 181.705 - Votants: 104.489 (57,5%) - Abstenció: 77.216 (42,5%) - Nuls: 676 (0,65%) - Vàlids: 103.813 - Blancs: 1.040 (1%) - A candidatures: 102.773 | HB      | 21.075 | 20,51% | 4        | =   |
| Donostialdea 17 junteros (+1)b                           | - Cens: 181.705 - Votants: 104.489 (57,5%) - Abstenció: 77.216 (42,5%) - Nuls: 676 (0,65%) - Vàlids: 103.813 - Blancs: 1.040 (1%) - A candidatures: 102.773 | PSE     | 20.076 | 19,53% | 3        | =   |
| Donostialdea 17 junteros (+1)b                           | - Cens: 181.705 - Votants: 104.489 (57,5%) - Abstenció: 77.216 (42,5%) - Nuls: 676 (0,65%) - Vàlids: 103.813 - Blancs: 1.040 (1%) - A candidatures: 102.773 | EAJ-PNV | 16.238 | 15,8%  | 3        | 2   |
| Donostialdea 17 junteros (+1)b                           | - Cens: 181.705 - Votants: 104.489 (57,5%) - Abstenció: 77.216 (42,5%) - Nuls: 676 (0,65%) - Vàlids: 103.813 - Blancs: 1.040 (1%) - A candidatures: 102.773 | PP      | 12.811 | 12,47% | 2        | 1a  |
| Donostialdea 17 junteros (+1)b                           | - Cens: 181.705 - Votants: 104.489 (57,5%) - Abstenció: 77.216 (42,5%) - Nuls: 676 (0,65%) - Vàlids: 103.813 - Blancs: 1.040 (1%) - A candidatures: 102.773 | EE      | 8.207  | 7,99%  | 1        | =   |
| Donostialdea 17 junteros (+1)b                           | - Cens: 181.705 - Votants: 104.489 (57,5%) - Abstenció: 77.216 (42,5%) - Nuls: 676 (0,65%) - Vàlids: 103.813 - Blancs: 1.040 (1%) - A candidatures: 102.773 | IU-EB   | 1.018  | 0,99%  | 0        | =   |
| Donostialdea 17 junteros (+1)b                           | - Cens: 181.705 - Votants: 104.489 (57,5%) - Abstenció: 77.216 (42,5%) - Nuls: 676 (0,65%) - Vàlids: 103.813 - Blancs: 1.040 (1%) - A candidatures: 102.773 | CDS     | 398    | 0,39%  | 0        | =   |
| Oria 9 junteros (-1)c                                    | - Cens: 101.608 - Votants: 67.358 (66,29%) - Abstenció: 34.250 (33,71%) - Nuls: 526 (0,78%) - Vàlids: 36.832 - Blancs: 564 (0,84%) - A candidatures: 66.268 | EA      | 17.499 | 26,41% | 3        | 1   |
| Oria 9 junteros (-1)c                                    | - Cens: 101.608 - Votants: 67.358 (66,29%) - Abstenció: 34.250 (33,71%) - Nuls: 526 (0,78%) - Vàlids: 36.832 - Blancs: 564 (0,84%) - A candidatures: 66.268 | HB      | 17.185 | 25,93% | 2        | 1   |
| Oria 9 junteros (-1)c                                    | - Cens: 101.608 - Votants: 67.358 (66,29%) - Abstenció: 34.250 (33,71%) - Nuls: 526 (0,78%) - Vàlids: 36.832 - Blancs: 564 (0,84%) - A candidatures: 66.268 | EAJ-PNV | 12.772 | 19,27% | 2        | 1   |
| Oria 9 junteros (-1)c                                    | - Cens: 101.608 - Votants: 67.358 (66,29%) - Abstenció: 34.250 (33,71%) - Nuls: 526 (0,78%) - Vàlids: 36.832 - Blancs: 564 (0,84%) - A candidatures: 66.268 | PSE     | 9.072  | 13,69% | 1        | =   |
| Oria 9 junteros (-1)c                                    | - Cens: 101.608 - Votants: 67.358 (66,29%) - Abstenció: 34.250 (33,71%) - Nuls: 526 (0,78%) - Vàlids: 36.832 - Blancs: 564 (0,84%) - A candidatures: 66.268 | EE      | 7.694  | 11,61% | 1        | =   |
| Oria 9 junteros (-1)c                                    | - Cens: 101.608 - Votants: 67.358 (66,29%) - Abstenció: 34.250 (33,71%) - Nuls: 526 (0,78%) - Vàlids: 36.832 - Blancs: 564 (0,84%) - A candidatures: 66.268 | PP      | 1.640  | 2,47%  | 0        | =a  |
| Oria 9 junteros (-1)c                                    | - Cens: 101.608 - Votants: 67.358 (66,29%) - Abstenció: 34.250 (33,71%) - Nuls: 526 (0,78%) - Vàlids: 36.832 - Blancs: 564 (0,84%) - A candidatures: 66.268 | IU-EB   | 406    | 0,61%  | 0        | =   |

a Respecte dels resultats obtinguts per Alianza Popular en 1987.

b Un juntero més respecte de 1987.

c Un juntero menys respecte de 1987.

### Biscaia
| ← Eleccions a les Juntes Generals de Biscaia de 1991 → | |         |        |        |           |     |
| Comarques                                              | Cens | Partit  | Vots   | %      | Apoderats | +/- |
| Bilbao 17 apoderats                                    | - Cens: 311.964 - Votants: 166.317 (53,31%) - Abstenció: 145.647 (46,69%) - Nuls: 1.442 (0,87%) - Vàlids: 164.875 - Blancs: 1.602 (0,96%) - A candidatures: 163.273 | EAJ-PNV | 58.050 | 35,55% | 7         | 2   |
| Bilbao 17 apoderats                                    | - Cens: 311.964 - Votants: 166.317 (53,31%) - Abstenció: 145.647 (46,69%) - Nuls: 1.442 (0,87%) - Vàlids: 164.875 - Blancs: 1.602 (0,96%) - A candidatures: 163.273 | PSE     | 34.797 | 21,31% | 4         | =   |
| Bilbao 17 apoderats                                    | - Cens: 311.964 - Votants: 166.317 (53,31%) - Abstenció: 145.647 (46,69%) - Nuls: 1.442 (0,87%) - Vàlids: 164.875 - Blancs: 1.602 (0,96%) - A candidatures: 163.273 | PP      | 23.371 | 14,31% | 2         | 1a  |
| Bilbao 17 apoderats                                    | - Cens: 311.964 - Votants: 166.317 (53,31%) - Abstenció: 145.647 (46,69%) - Nuls: 1.442 (0,87%) - Vàlids: 164.875 - Blancs: 1.602 (0,96%) - A candidatures: 163.273 | HB      | 20.059 | 12,29% | 2         | 1   |
| Bilbao 17 apoderats                                    | - Cens: 311.964 - Votants: 166.317 (53,31%) - Abstenció: 145.647 (46,69%) - Nuls: 1.442 (0,87%) - Vàlids: 164.875 - Blancs: 1.602 (0,96%) - A candidatures: 163.273 | EE      | 11.285 | 6,91%  | 1         | =   |
| Bilbao 17 apoderats                                    | - Cens: 311.964 - Votants: 166.317 (53,31%) - Abstenció: 145.647 (46,69%) - Nuls: 1.442 (0,87%) - Vàlids: 164.875 - Blancs: 1.602 (0,96%) - A candidatures: 163.273 | EA      | 9.884  | 6,05%  | 1         | 1   |
| Bilbao 17 apoderats                                    | - Cens: 311.964 - Votants: 166.317 (53,31%) - Abstenció: 145.647 (46,69%) - Nuls: 1.442 (0,87%) - Vàlids: 164.875 - Blancs: 1.602 (0,96%) - A candidatures: 163.273 | IU-EB   | 2.887  | 1,77%  | 0         | =   |
| Bilbao 17 apoderats                                    | - Cens: 311.964 - Votants: 166.317 (53,31%) - Abstenció: 145.647 (46,69%) - Nuls: 1.442 (0,87%) - Vàlids: 164.875 - Blancs: 1.602 (0,96%) - A candidatures: 163.273 | CDS     | 1.311  | 0,8%   | 0         | 1   |
| Busturia-Uribe 11 apoderats                            | - Cens: 202.928 - Votants: 126.182 (62,18%) - Abstenció: 76.746 (37,82%) - Nuls: 985 (0,78%) - Vàlids: 125.197 - Blancs: 1.197 (0,95%) - A candidatures: 124.000    | EAJ-PNV | 53.718 | 43,32% | 6         | 1   |
| Busturia-Uribe 11 apoderats                            | - Cens: 202.928 - Votants: 126.182 (62,18%) - Abstenció: 76.746 (37,82%) - Nuls: 985 (0,78%) - Vàlids: 125.197 - Blancs: 1.197 (0,95%) - A candidatures: 124.000    | HB      | 24.503 | 19,76% | 2         | =   |
| Busturia-Uribe 11 apoderats                            | - Cens: 202.928 - Votants: 126.182 (62,18%) - Abstenció: 76.746 (37,82%) - Nuls: 985 (0,78%) - Vàlids: 125.197 - Blancs: 1.197 (0,95%) - A candidatures: 124.000    | EA      | 14.510 | 11,7%  | 1         | 1   |
| Busturia-Uribe 11 apoderats                            | - Cens: 202.928 - Votants: 126.182 (62,18%) - Abstenció: 76.746 (37,82%) - Nuls: 985 (0,78%) - Vàlids: 125.197 - Blancs: 1.197 (0,95%) - A candidatures: 124.000    | PSE     | 12.032 | 9,7%   | 1         | =   |
| Busturia-Uribe 11 apoderats                            | - Cens: 202.928 - Votants: 126.182 (62,18%) - Abstenció: 76.746 (37,82%) - Nuls: 985 (0,78%) - Vàlids: 125.197 - Blancs: 1.197 (0,95%) - A candidatures: 124.000    | PP      | 9.717  | 7,84%  | 1         | 1a  |
| Busturia-Uribe 11 apoderats                            | - Cens: 202.928 - Votants: 126.182 (62,18%) - Abstenció: 76.746 (37,82%) - Nuls: 985 (0,78%) - Vàlids: 125.197 - Blancs: 1.197 (0,95%) - A candidatures: 124.000    | EE      | 7.831  | 6,32%  | 0         | 1   |
| Busturia-Uribe 11 apoderats                            | - Cens: 202.928 - Votants: 126.182 (62,18%) - Abstenció: 76.746 (37,82%) - Nuls: 985 (0,78%) - Vàlids: 125.197 - Blancs: 1.197 (0,95%) - A candidatures: 124.000    | IU-EB   | 1.044  | 0,84%  | 0         | =   |
| Durango-Arratia 9 apoderats                            | - Cens: 163.188 - Votants: 102.931 (63,08%) - Abstenció: 60.257 (36,92%) - Nuls: 899 (0,87%) - Vàlids:102.032 - Blancs: 902 (0,88%) - A candidatures: 101.130       | EAJ-PNV | 38.158 | 37,73% | 4         | 1   |
| Durango-Arratia 9 apoderats                            | - Cens: 163.188 - Votants: 102.931 (63,08%) - Abstenció: 60.257 (36,92%) - Nuls: 899 (0,87%) - Vàlids:102.032 - Blancs: 902 (0,88%) - A candidatures: 101.130       | PSE     | 21.296 | 21,06% | 2         | =a  |
| Durango-Arratia 9 apoderats                            | - Cens: 163.188 - Votants: 102.931 (63,08%) - Abstenció: 60.257 (36,92%) - Nuls: 899 (0,87%) - Vàlids:102.032 - Blancs: 902 (0,88%) - A candidatures: 101.130       | HB      | 18.939 | 18,73% | 2         | =   |
| Durango-Arratia 9 apoderats                            | - Cens: 163.188 - Votants: 102.931 (63,08%) - Abstenció: 60.257 (36,92%) - Nuls: 899 (0,87%) - Vàlids:102.032 - Blancs: 902 (0,88%) - A candidatures: 101.130       | EA      | 8.841  | 8,74%  | 1         | =   |
| Durango-Arratia 9 apoderats                            | - Cens: 163.188 - Votants: 102.931 (63,08%) - Abstenció: 60.257 (36,92%) - Nuls: 899 (0,87%) - Vàlids:102.032 - Blancs: 902 (0,88%) - A candidatures: 101.130       | EE      | 5.754  | 5,69%  | 0         | 1   |
| Durango-Arratia 9 apoderats                            | - Cens: 163.188 - Votants: 102.931 (63,08%) - Abstenció: 60.257 (36,92%) - Nuls: 899 (0,87%) - Vàlids:102.032 - Blancs: 902 (0,88%) - A candidatures: 101.130       | PP      | 5.169  | 5,11%  | 0         | =   |
| Durango-Arratia 9 apoderats                            | - Cens: 163.188 - Votants: 102.931 (63,08%) - Abstenció: 60.257 (36,92%) - Nuls: 899 (0,87%) - Vàlids:102.032 - Blancs: 902 (0,88%) - A candidatures: 101.130       | IU-EB   | 2.340  | 2,31%  | 0         | =   |
| Encartaciones 14 apoderats                             | - Cens: 259.041 - Votants: 149.351 (57,66%) - Abstenció: 109.690 (42,34%) - Nuls: 1.430 (0,96%) - Vàlids: 147.921 - Blancs: 1.561 (1,05%) - A candidatures: 146.360 | PSE     | 45.255 | 30,92% | 5         | =   |
| Encartaciones 14 apoderats                             | - Cens: 259.041 - Votants: 149.351 (57,66%) - Abstenció: 109.690 (42,34%) - Nuls: 1.430 (0,96%) - Vàlids: 147.921 - Blancs: 1.561 (1,05%) - A candidatures: 146.360 | EAJ-PNV | 43.487 | 29,71% | 4         | 1   |
| Encartaciones 14 apoderats                             | - Cens: 259.041 - Votants: 149.351 (57,66%) - Abstenció: 109.690 (42,34%) - Nuls: 1.430 (0,96%) - Vàlids: 147.921 - Blancs: 1.561 (1,05%) - A candidatures: 146.360 | HB      | 19.805 | 13,53% | 2         | 1   |
| Encartaciones 14 apoderats                             | - Cens: 259.041 - Votants: 149.351 (57,66%) - Abstenció: 109.690 (42,34%) - Nuls: 1.430 (0,96%) - Vàlids: 147.921 - Blancs: 1.561 (1,05%) - A candidatures: 146.360 | EE      | 10.562 | 7,22%  | 1         | =   |
| Encartaciones 14 apoderats                             | - Cens: 259.041 - Votants: 149.351 (57,66%) - Abstenció: 109.690 (42,34%) - Nuls: 1.430 (0,96%) - Vàlids: 147.921 - Blancs: 1.561 (1,05%) - A candidatures: 146.360 | EA      | 9.683  | 6,62%  | 1         | 1   |
| Encartaciones 14 apoderats                             | - Cens: 259.041 - Votants: 149.351 (57,66%) - Abstenció: 109.690 (42,34%) - Nuls: 1.430 (0,96%) - Vàlids: 147.921 - Blancs: 1.561 (1,05%) - A candidatures: 146.360 | PP      | 9.295  | 6,35%  | 1         | 1a  |
| Encartaciones 14 apoderats                             | - Cens: 259.041 - Votants: 149.351 (57,66%) - Abstenció: 109.690 (42,34%) - Nuls: 1.430 (0,96%) - Vàlids: 147.921 - Blancs: 1.561 (1,05%) - A candidatures: 146.360 | IU-EB   | 6.790  | 4,64%  | 0         | =   |
| Encartaciones 14 apoderats                             | - Cens: 259.041 - Votants: 149.351 (57,66%) - Abstenció: 109.690 (42,34%) - Nuls: 1.430 (0,96%) - Vàlids: 147.921 - Blancs: 1.561 (1,05%) - A candidatures: 146.360 | CDS     | 1.236  | 0,84%  | 0         | =   |

a Respecte dels resultats obtinguts per Alianza Popular en 1987.